# Batocnema comorana
Batocnema comorana är en fjärilsart som beskrevs av Rothschild och Jordan 1903. Batocnema comorana ingår i släktet Batocnema och familjen svärmare. Inga underarter finns listade i Catalogue of Life.